# Liste des gouverneurs d'Arras

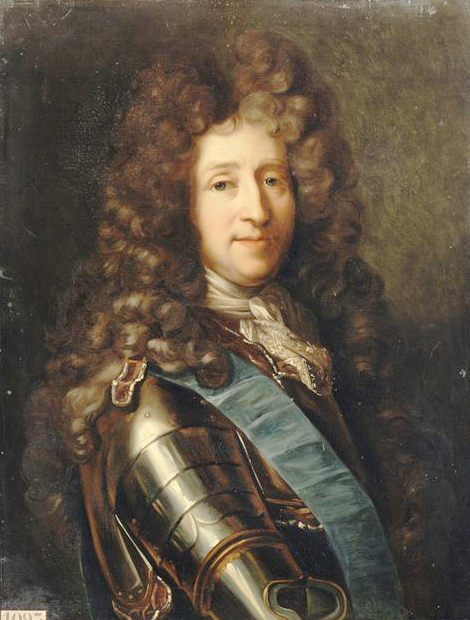
Pierre de Montesquiou d'Artagnan, gouverneur de la ville, cité et citadelle d'Arras entre 1693 et 1724.

Les gouverneurs d'Arras étaient des représentants du pouvoir royal dont la principale mission était de commander les troupes de la ville, de la place-forte et de l'Artois.
La ville et cité d'Arras, au cœur de la province d'Artois, étaient administrées par les échevins, l'évêque, un gouverneur et un lieutenant du roi. 
En 1664, Louis XIV ôta aux gouverneurs la charge de bailli et ne possédaient plus que la charge militaire.
La province d'Artois étant réunie à la couronne de France en 1640, les gouverneurs d'Arras devient lieutenant généraux de l'Artois. En 1765, Arras est détachée du gouvernement militaire de Picardie pour former son propre gouvernement militaire.
| Date                                                    | Titulaire                                                              | Notes |
| ------------------------------------------------------- | ---------------------------------------------------------------------- | --- |
| 1223                                                    | Adam de Milly                                                          | Bailli d'Arras |
| 1246                                                    | Alard de Villers                                                       | Chevalier, Bailli d'Arras |
| 1261                                                    | Drien de Bray                                                          | Bailli d'Arras |
| 1298                                                    | Jean de Monchy                                                         | Bailli d'Arras |
| 1300                                                    | Aléaume de Canteleu                                                    | Bailli d'Arras |
| 1312                                                    | Thomas Brandon                                                         | Bailli d'Arras |
| 1313                                                    | Ameil de La Celle                                                      | Bailli d'Arras |
| 1316                                                    | Robert Pryère                                                          | Bailli d'Arras |
| 1322                                                    | Enguerrand de Mastaing                                                 | Bailli d'Arras |
| 1324                                                    | Mille Ramus                                                            | Bailli d'Arras |
| 1330                                                    | Gilles de Blécy (ou de Bléty)                                          | Chevalier, Bailli d'Arras |
| 1340                                                    | Jean de Chartres                                                       | Bailli d'Arras |
| 1349                                                    | Jacques Piguet                                                         | Bailli d'Arras |
| 1352                                                    | Pierre de Cohem                                                        | Chevalier, Bailli d'Arras |
| 1359                                                    | Etienne Bosqs                                                          | Bailli d'Arras |
| 1368                                                    | Guy de Goy                                                             | Chevalier, sire de Falesque, Bailli d'Arras |
| 1371                                                    | Pierre                                                                 | Sire de Vaux, Bailli d'Arras |
| 1384                                                    | Jean Grenel                                                            | Bailli d'Arras |
| Vers 1396                                               | Pierre d'Aisnes                                                        | Bailli d'Arras, Crèvecœur, Bapaume, Avesnes et Aubigny |
| 1407                                                    | Jean de Nielles                                                        | Bailli d'Arras, Bapaume, Lens, Hénin-Liétard et Beuvry |
| 1407                                                    | Nommé par Jean de Nielles : Michel Du Cange                            | Lieutenant |
| 16 novembre 1409                                        | Guillaume de Bonnières                                                 | Gouverneur d'Arras, Hesdin, Lens, Bapaume, Avesnes, Aubigny, Hénin-Liétard et Quiéry, Seigneur de la Thieuloye, conseiller et chambellan du roi de France et de Jean duc de Bourgogne |
| 1409                                                    | Nommé par Guillaume de Bonnières : Lionnel de Tinquettes               | Lieutenant |
| 1411                                                    | Nommé par Guillaume de Bonnières : Jean Guffroy                        | Lieutenant |
| Août 1423                                               | David de Brimeu                                                        | Gouverneur d'Arras, Bapaume, Avesnes et Aubigny, Chevalier, Seigneur de Ligny-sur-Canche et de Marigny, chevalier de l'Ordre de la Toison-d'Or (1430, brevet n°7) ; conseiller et chambellan de Louis de Guyenne, de Charles VI et de Philippe le Bon. À ne pas confondre avec David de Brimeu, seigneur d'Humbercourt et de Ligny, son cousin, chevalier conseiller chambellan de Jean sans Peur, mort en 1427. |
| 1423                                                    | Nommé par David de Brimeu : Jacques de Beauvoir                        | Lieutenant |
| 1435                                                    | Robert Lejosne                                                         | Gouverneur d'Arras, Seigneur de Forest en Artois, Bailli d'Amiens, Chevalier |
| 1435                                                    | Nommé par Robert Lejosne : Tristan de Paris                            | Lieutenant, écuyer |
| 1463                                                    | Guillaume de Contay, dit Lejosne-Contay                                | Gouverneur d'Arras, fils de Robert Lejosne, maître-d'hôtel du comte de Charolais, futur Charles-le-Téméraire. |
| 1463                                                    | Nommé par Guillaume de Contay, dit Lejosne-Contay : Robert de Marquais | Lieutenant |
| 1467                                                    | Loys de Contay, dit Lejosne-Contay                                     | Gouverneur d'Arras, fils de Guillaume de Contay, chevalier |
| 1475                                                    | Charles de Contay, dit Lejosne-Contay                                  | Gouverneur d'Arras, fils de Loys de Contay |
| 1475                                                    | Nommé par Charles de Contay, dit Lejosne-Contay : Antoine de Croix     | Lieutenant |
| 17 avril 1477                                           | Philippe de Poitiers                                                   | Gouverneur d'Arras, seigneur d'Arcis-sur-Aube |
| 4 mai 1477                                              | Guillaume de Chérisay                                                  | Gouverneur d'Arras, protonotaire et conseiller du Parlement |
| Lui succéda                                             | Philippe de Crèvecœur                                                  | Gouverneur d'Arras et de Boulogne, seigneur d'Esquerdes, Maréchal de France |
| 12 mai 1484                                             | Antoine de Crèvecœur                                                   | Gouverneur d'Arras, seigneur de Crèvecœur, de Thiennes, de Thois, etc., neveu de Philippe de Crèvecœur |
| Lui succéda                                             | Jean de Crèvecœur                                                      | Gouverneur d'Arras, fils d'Antoine de Crèveœeur |
| 16 novembre 1492                                        | Robert de Contay                                                       | Gouverneur d'Arras, seigneur de Forest et de Rambeaucourt |
| 1492                                                    | Nommé par Robert de Contay : Robert de Marquais                        | Lieutenant |
| 1501                                                    | Jean de Beauffort                                                      | Gouverneur d'Arras, seigneur |
| 1501                                                    | ...                                                                    | Gouverneur d'Arras, frère de Jean de Beauffort, seigneur de Habarcq |
| 1503                                                    | Robert de Melun                                                        | Gouverneur d'Arras, Bapaume, de Hall, etc., baron de Rosny et de Domprast, conseiller et maréchal de l'ost de Maximilien |
| Lui succéda                                             | Hugues de Melun                                                        | Gouverneur d'Arras, Seigneur d'Hendines, Caumont et de Rosny, vicomte de Gand, conseiller et chambellan de l'empereur Charles V, Chevalier de la Toison d'Or, frère de Robert de Melun |
| 1524                                                    | Pierre de Habarcq                                                      | Gouverneur d'Arras, seigneur de Habarcq |
| 1535-1537                                               | poste vacant                                                           | - |
| 1537                                                    | Pierre (Ponthus) de Lalaing                                            | Gouverneur d'Arras, chevalier de la Toison d'Or, sénéchal du pays d'Ostrevent, seigneur de Bullecourt |
| 1543                                                    | Jean de Longueval                                                      | Gouverneur d'Arras, seigneur de Vaux |
| 1555                                                    | Maximilien de Melun                                                    | Gouverneur d'Arras, vicomte de Gand, seigneur de Caumont et d'Hébuterne |
| 1572                                                    | Maximilien de Longueval                                                | Gouverneur d'Arras, comte de Bucquoy et baron de Vaux |
| Lui succéda                                             | Oudart de Bournonville                                                 | Gouverneur d'Arras, seigneur de Cappres |
| 1585                                                    | Adrien de Noyelles                                                     | Gouverneur d'Arras, seigneur de Marles |
| 1622                                                    | Florent de Noyelles                                                    | Gouverneur d'Arras, comte de Marles, fils d'Adrien de Noyelles |
| 18 mai 1635                                             | Legrand                                                                | Gouverneur d'Arras et de Béthune, comte de Gomiécourt |
| 18 février 1637                                         | Charles du Chastel                                                     | Gouverneur d'Arras, baron d'Erre, seigneur de Terreminy |
| En 1640, Arras est prise par les français aux espagnols |                                                                        | |
| 1640                                                    | François de Jussac d'Embleville                                        | Premier Gouverneur français d'Arras, seigneur de Saint-Preuil, Gouverneur de Doullens |
| 1641                                                    | Philippe de Torcy                                                      | Gouverneur d'Arras, comte de La Tour |
| 1652                                                    | Jean de Schulemberg                                                    | Gouverneur d'Arras, Maréchal de France et Lieutenant-général de l'Artois, comte de Mondejeu |
| En 1664, Louis XIV supprime la charge de bailli         |                                                                        | |
| 1668                                                    | Jean-François de Trémolet                                              | Gouverneur d'Arras, Dunkerque et Gravelines, comte de Montpezat, Lieutenant-général des armées du roi |
| 1675                                                    | François de Montbron                                                   | Gouverneur d'Arras, comte de Montbron, colonel du régiment du roi, Lieutenant-général d'Artois |
| 1678                                                    | Claude-Antoine de Dreux                                                | Gouverneur d'Arras, marquis de Nancré, seigneur de Carency, Lieutenant-général d'Artois |
| 1689                                                    | Jean-Baptiste de Lassagnet                                             | Gouverneur d'Arras et de Cognac, marquis de Tilladet, capitaine en second des Cent-Suisses de la garde du roi, officier de sa garde-robe |
| 1692                                                    | Jean-Baptiste Gaston Mornay                                            | Gouverneur d'Arras, comte de Monchevreuil, colonel du régiment du roi, Lieutenant-général d'Artois |
| 1693                                                    | Pierre de Montesquiou d'Artagnan                                       | Gouverneur de la Ville, Cité et Citadelle d’Arras et de la lieutenance générale de la Province d’Artois, Lieutenant-général des armées du roi, commandeur et grand-croix de Saint-Louis, Maréchal de France |
| Août 1724                                               | Louis de Gand de Mérode de Montmorency                                 | Gouverneur de la Ville, Cité et Citadelle d’Arras et de la lieutenance générale de la Province d’Artois, prince d'Isenghien, comte du Saint-Empire, Maréchal de France |
| En 1765, l'Artois devient un gouvernement militaire     |                                                                        | |
| 1767                                                    | Comte de Béthune                                                       | Gouverneur d'Arras, comte de Béthune et des Bordes, baron d'Aspremont, brigadier des armées du roi |
| 1775                                                    | Louis-Charles de Chabo                                                 | Gouverneur d'Arras, comte de Chabo, Lieutenant-général des armées du roi et de l'Artois, commandeur de l'ordre de Saint-Louis |
| 1780 (ou 1784)                                          | François-Gaston de Lévis                                               | Gouverneur d'Arras, et de l'Artois, marquis et duc de Lévis |
| 1789                                                    | Adrien Louis de Bonnières                                              | Gouverneur d'Arras et de l'Artois, comte de Souastre et duc de Guînes, lointain descendant de Guillaume de Bonnières, gouverneur d'Arras de 1409 à 1423. |
| 1787 (ou 1790)                                          | M. de Juigné                                                           | Gouverneur d'Arras, dernier titulaire du titre. |

,,